# سنگ‌افراشت

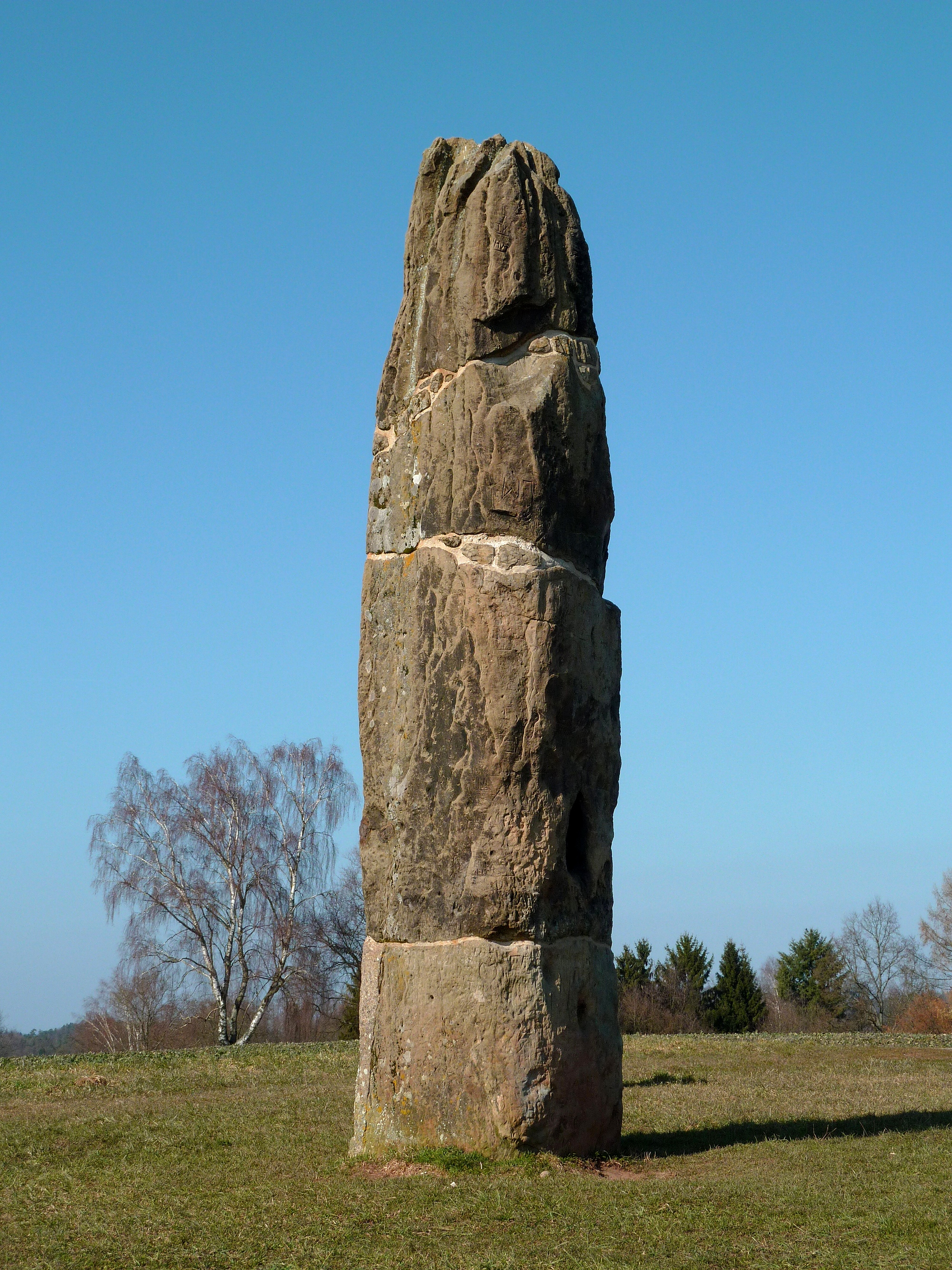
یک سنگ‌افراشت در بلیس‌کاستل آلمان..

سَنگ‌اَفراشْت‌ها سنگ‌های بسیار بزرگ و درازی هستند که در روزگار باستان به‌طور عمودی در دل خاک فروبرده شده‌اند به شیوه‌ای که بخش اعظم آن‌ها از زمین بیرون است. سنگ‌افراشت‌ها در دوره‌های مختلف پیش از تاریخ ساخته و افراشته شده‌اند، و بخشی از یک فرهنگ بزرگتر خرسنگی به‌شمار می‌آیند که در مناطق گوناگون جهان شکوفا شد.
در زبان‌های اروپایی به سنگ‌افراشت Menhir می‌گویند که از دو واژه برتونی Men بمعنی سنگ و hir بمعنی دراز ترکیب شده و ترجمه آن سنگ دراز می‌شود.
سنگ‌افراشت‌ها گاه به تنهایی به عنوان خرسنگ، و گاه به عنوان بخشی از یک گروه از سنگ‌های مشابه یافت می‌شود که در این حالت اصطلاحاً «سنگ‌رده» نامیده می‌شوند. اندازه آن‌ها می‌تواند به‌طور قابل ملاحظه‌ای متفاوت باشد، اما شکل آن‌ها به‌طور معمول ناصاف و چهارگوش است، که اغلب به سمت بالا کاهش تدریجی دارند.
سنگ‌افراشت‌ها در سراسر آسیا، اروپا، و آفریقا به‌طور گسترده‌ای یافت می‌شوند، اما تراکم آن‌ها در غرب اروپا، به‌ویژه در ایرلند، بریتانیا و بریتانی بیشتر است. در این مناطق حدود ۵۰ هزار سنگ‌افراشت وجود دارد، در حالی که در شمال غربی فرانسه به تنهایی ۱۲۰۰ سنگ‌افراشت یافت می‌شود.
علت ساخت و کارکرد سنگ‌افراشت بحث‌های زیادی را برانگیخته‌است و برخی آن‌ها را جزئی از آیین‌های قربانی کردن انسان دانسته‌اند و دیگران آن‌ها را میل‌های نشانه‌گذاری قلمرو و برخی دیگر نیز این سنگ‌ها را عناصری از یک سیستم پیچیده ایدئولوژیک و برخی نیز آن را گونه‌ای از تقویم‌های اولیه دانسته‌اند.
برپایه پژوهش‌هایی که انجام شده و نظریاتی که ابراز گردیده بسیاری از بناهای سنگی باستانی بر روی زمین دارای جهاتی هستند که با وضع ستارگان در آسمان تنظیم شده بوده‌است. بدین‌معنی که اگر کلیه سنگ‌افراشت‌های جهان، منشورهایی تصور شود که قاعده آن‌ها چندضلعی است همیشه ضلع بزرگ این چندضلعی در جهت برآمدن خورشید در آسمان و در برابر جنوب است.
حال اگر قاعدهٔ منشوری مثل سنگ‌افراشت شامپو (Champeaux) مربع باشد بناچار ضلع مربع در جهت برآمدن آفتاب و هریک از سطوح پیرامون منشور در مقابل جهات چهارگانه‌است. اما در سنگ‌افراشت‌های دوتایی مانند «کوزاورهای جزیره سن» و «سنگ دوقلو»های «پیژومل منت سن الوای پادوکاله» در فرانسه و دوخواهران جزیره خارک، خطی که دو سنگ‌افراشت را ولو با فاصله چند کیلومتر به‌هم وصل می‌کند دقت شود باز خط مزبور در جهت برآمدن آفتاب است.

## در ایران
بناهای سنگی که تاکنون در ایران دیده شده بیشتر از نوع سنگ‌افراشت‌های ساده، سنگ رودها و خانه‌سنگی‌هاست و در دامنه‌های کوه سبلان در آذربایجان و در نواحی دیلمان و املش و دو سنگ‌افراشت دوقلو در جزیره خارک می‌باشد که اهالی این جزیره آن‌ها را دوخواهرون می‌نامند و عقیده داشتند که «این دو سنگ دو خواهر بوده‌اند که روزی برهنه شده بودند تا در دریا شنا و شستشو کنند که ناگاه عده‌ای نامحرم به جزیره وارد می‌گردند و به نزدیک آن‌ها می‌رسند و دو خواهران از خجالت و برای پوشانیدن بدن خود به‌هم می‌چسبند و در همین حال سنگ می‌شوند.»
در آذربایجان سنگ‌افراشت‌ها در روستاهای پیرازمیان (مشکین‌شهر)، نشتبان (سراب) و دیگر جاها دیده می‌شود که شاید با ارزشترین آن‌ها در دهکدهٔ پیرازمیان با نام شهریری یا یوردشهری باشد که به نام مکتب اوشاقلاری خوانده می‌شود.